# Claude Hausknecht
Claude Hausknecht, né le 15 janvier 1945 à Thionville et mort le 5 mars 2025 à Ars-Laquenexy, est un footballeur français qui évoluait au poste de milieu de terrain.

## Biographie
Claude Hausknecht joue en faveur du FC Metz et de l'AS Monaco. Il dispute 250 matchs en Division 1, inscrivant 32 buts dans ce championnat.
Après sa carrière de joueur, il devient un temps entraîneur de l' US Forbach au début des années 80.